# Pierre Mankowski
Pierre Mankowski, né le 4 novembre 1951 à Amiens dans la Somme, est un ancien joueur et actuel entraîneur de football français.
Fils du joueur professionnel Jean Mankowski (et frère de Frédéric Mankowski, kinésithérapeute du football professionnel), Pierre Mankowski a réalisé une carrière au poste de  meneur de jeu avant de devenir entraîneur.
Il est de 2002 à 2010 l'adjoint du sélectionneur de l'équipe de France de football. En 2010, il devient sélectionneur de l'équipe de France des moins de 18 ans, dont il suit la génération les deux saisons suivantes chez les moins de 19 puis les moins de 20 ans. En 2013, il gagne la Coupe du monde des moins de 20 ans en tant que sélectionneur.
Il est nommé sélectionneur de l'équipe de France espoir le 22 juin 2014 en remplacement de Willy Sagnol.

## Biographie
Pierre Mankowski est dans sa jeunesse un meneur de jeu prometteur, ce qui lui vaut d'être sélectionné en équipe de France juniors et amateurs. Formé au Amiens SC, il y débute en équipe première, en CFA, à seulement 16 ans, et découvre la deuxième division deux ans plus tard. En 1972, il est recruté par le RC Lens, avec lequel il accède à la première division. Il y évolue deux saisons, puis quitte l'Artois pour le SC Hazebrouck, en deuxième division. Il revient au Amiens SC en 1978, où il évolue une saison en D2 puis termine sa carrière en D3, tout en se préparant au métier d'entraîneur.
En 1983, le poste amiénois qu'il convoite est confié à son coéquipier Gabriel Desmenez. Pierre Mankowski quitte le club et trouve un poste d'entraîneur-joueur au Stade Malherbe Caen, dirigé par Serge Viard, qui évolue en troisième division. Son arrivée coïncide avec la remontée du club en D2, obtenue à l’issue d'un duel serré avec le CA Lisieux de Jacques Santini. Les Caennais s’offrent une belle aventure de Coupe de France, en éliminant l’US Normande, le RC Paris puis le Lille OSC, club de D1, avant de s’incliner aux tirs au but face au Stade lavallois, qui vient d’éliminer le Dynamo Kiev en coupe d'Europe. Alors qu'il a arrêté sa carrière de joueur, il est nommé meilleur entraîneur de deuxième division de l’année 1984 par le magazine France Football. Le club obtient la saison suivante un maintien relativement confortable, à l’issue duquel il adopte le statut professionnel. Mankowski est ambitieux et obtient des dirigeants les moyens de renforcer l'équipe, dans l'objectif de découvrir l’élite. Les Caennais sont sixièmes de D2 en 1986, puis deuxièmes en 1987, mais ils s'inclinent lors des barrages de montée face à l'AS Cannes. Les Caennais terminent la saison suivante en tête de leur championnat, à égalité de points avec le RC Strasbourg, et doivent disputer les barrages du fait d’une différence de buts défavorable. Ils disposent d’abord de l’Olympique d'Alès aux tirs au but (1-1, 3-2 après les tirs au but), puis éliment l’Olympique lyonnais (1-2, 2-0). Enfin, ils affrontent les Chamois niortais, relégués de D1. Après un match nul à Niort (1-1), les Caennais l’emportent 3-0 à Venoix et obtiennent leur montée dans l’élite. Lassé de devoir réclamer toujours plus de moyens, Manko, de nouveau élu entraîneur de l’année de Division 2 en 1987 et 1988, quitte cependant le club cet été-là.
Il arrive au Havre AC, le doyen des clubs professionnels, où il compte trouver un club plus structuré et des moyens supplémentaires. Après trois saisons en D2, les Havrais remportent le championnat et obtiennent la promotion du club dans l'élite. Après une première saison exceptionnelle (le club havrais termine 7e, son meilleur classement depuis les années 1950), il assure un nouveau maintien en 1992-1993. Mankowski part alors au Lille OSC, avec lequel il termine à la 15e place de première division.
En 1994, Mankowski retrouve le banc du Stade Malherbe, qui évolue toujours en première division. L’international suédois Kennet Andersson, venu avec lui du Lille OSC, n'empêche pas la relégation du club en deuxième division. Resté en poste, il remporte la saison suivante le championnat de France de deuxième division, ce qui constitue le premier titre professionnel de l’histoire du club normand. Pourtant le départ du président Serge Viard, remplacé par Jean-François Fortin, provoque son limogeage malgré la promotion.
Après une saison infructueuse sur le banc de l'AS Saint-Étienne en deuxième division, il vient s'occuper une saison au centre de formation du Paris Saint-Germain, où il retrouve Claude Le Roy, son entraîneur à l'Amiens SC de 1980 à 1983, alors directeur sportif. Il suit ce dernier en tant qu'adjoint en équipe du Cameroun lors de la Coupe du monde de football de 1998, puis au RC Strasbourg, club de D1 racheté par International Management Group, dont Le Roy est nommé manager général. Après une saison et demie de résultats moyens, dans un contexte extra-sportif particulier marqué par le recrutement de nombreux joueurs étrangers qui se révèlent décevants (Bagayoko, Garay, N'Do, Haas, Belloso...), Le Roy décide de se séparer de Mankowski en novembre 1999 et de prendre lui-même la direction de l'équipe.
En 2000, Mankowski intègre la direction technique nationale du football français en prenant en charge l'équipe de France des moins de 16 ans. Deux ans plus tard, il devient l'adjoint de Jacques Santini en équipe de France, puis de Raymond Domenech à partir de 2004. Le 8 septembre 2007, il dirige officiellement l'équipe de France le temps d'un match contre l'Italie au stade Giuseppe-Meazza du fait de la suspension de Domenech. Les deux équipes font match nul (0-0).
Devenu sélectionneur, il emmène l'équipe de France U20 au sacre mondial en 2013.

## Statistiques

### Joueur
Le tableau ci-dessous résume les statistiques en matchs officiels de Pierre Mankowski durant sa carrière de joueur.
| Saison                | Club                  | Championnat           | Championnat | Championnat | Coupe(s) nationale(s) | Coupe(s) nationale(s) | Total | Total |
| Saison                | Club                  | Division              | M.          | B.          | M.                    | B.                    | M.    | B.    |
| 1968-1969             | Amiens SC             | 3                     | 26          | 1           |                       |                       | 26    | 1     |
| 1969-1970             | Amiens SC             | 3                     | 24          | 6           | 1                     | 0                     | 25    | 6     |
| 1970-1971             | Amiens SC             | 2                     | 29          | 15          |                       |                       | 29    | 15    |
| 1971-1972             | Amiens SC             | 2                     | 27          | 10          | 1                     | 1                     | 28    | 11    |
| Sous-total            | Sous-total            | Sous-total            | 106         | 32          | 2                     | 1                     | 108   | 33    |
| 1972-1973             | RC Lens               | 2                     | 31          | 15          | 2                     | 0                     | 33    | 15    |
| 1973-1974             | RC Lens               | 1                     | 27          | 4           | 2                     | 0                     | 29    | 4     |
| 1974-1975             | RC Lens               | 1                     | 21          | 0           | 1                     | 0                     | 22    | 0     |
| Sous-total            | Sous-total            | Sous-total            | 79          | 19          | 5                     | 0                     | 84    | 19    |
| 1975-1976             | SC Hazebrouck         | 2                     | 33          | 3           |                       |                       | 33    | 3     |
| 1976-1977             | SC Hazebrouck         | 2                     | 29          | 6           |                       |                       | 29    | 6     |
| Sous-total            | Sous-total            | Sous-total            | 62          | 9           | 0                     | 0                     | 62    | 9     |
| 1977-1978             | Amiens SC             | 3                     | 27          | 6           |                       |                       | 27    | 6     |
| 1978-1979             | Amiens SC             | 2                     | 16          | 1           | 1                     | 0                     | 17    | 1     |
| 1979-1980             | Amiens SC             | 3                     | 29          | 9           |                       |                       | 29    | 9     |
| 1980-1981             | Amiens SC             | 3                     | 29          | 3           | 1                     | 0                     | 30    | 3     |
| 1981-1982             | Amiens SC             | 3                     | 17          | 1           |                       |                       | 17    | 1     |
| 1982-1983             | Amiens SC             | 3                     | 25          | 8           |                       |                       | 25    | 8     |
| Sous-total            | Sous-total            | Sous-total            | 143         | 28          | 2                     | 0                     | 145   | 28    |
| 1983-1984             | SM Caen               | 3                     | 28          | 2           | 3                     | 0                     | 31    | 2     |
| Sous-total            | Sous-total            | Sous-total            | 28          | 2           | 3                     | 0                     | 31    | 2     |
| Total sur la carrière | Total sur la carrière | Total sur la carrière | 418         | 90          | 12                    | 1                     | 430   | 91    |

### Entraîneur
- 1983-1988 : SM Caen  France
- 1988-1993 : Le Havre AC  France
- 1993-1994 : Lille OSC  France
- 1994-1996 : SM Caen  France
- 1996-1997 : AS Saint-Étienne  France
- 1997-1998 : Centre de formation du Paris SG  France
- Coupe du monde 1998 : Entraîneur adjoint de Claude Le Roy en équipe du Cameroun
- 1998-novembre 1999 : RC Strasbourg  France
- 2000-2001 : Responsable de l'équipe de France des moins de 16 ans
- 2001-2002 : Responsable de l'équipe de France des moins de 17 ans
- 2002-2010 : Entraîneur adjoint de l'équipe de France (sous la direction de Jacques Santini puis de Raymond Domenech)
- 2010-2011 : Sélectionneur de l'équipe de France U18
- 2011-2012 : Sélectionneur de l'équipe de France U19
- 2012-2013 : Sélectionneur de l'équipe de France U20
- 2013-2014 : Sélectionneur de l'équipe de France U18
- 2014-2016 : Sélectionneur de l'équipe de France espoirs

## Palmarès joueur
- International junior et amateur

## Palmarès Entraîneur

### En club
- Champion de France de Division 2 en 1991 avec Le Havre AC et en 1996 avec le SM Caen

### Avec l'équipe de France
- Champion du Monde des moins de 20 ans en 2013 avec les moins de 20 ans
- Vice-champion du Monde en 2006 avec les A en tant qu'entraîneur-adjoint

### Distinctions individuelles
- Élu entraîneur de l'année de Division 2 en 1984, en 1987 et en 1988 par France Football
- Vainqueur du Trophée du meilleur entraîneur picard de l'année en 2006[12]